# Chikujō
Chikujō (jap. 築上町 Chikujō-machi) – miasto w Japonii, na wyspie Kiusiu, w prefekturze Fukuoka. Według danych na rok 2020 miejscowość zamieszkiwało 17 189 mieszkańców , a gęstość zaludnienia wyniosła 143,7 os./km².